# Сопки (Ленинградская область)
Сопки (до 1948 — Расватту, фин. Rasvattu) — посёлок в Полянском сельском поселении Выборгском районе Ленинградской области.

## Название
Топоним Расватту в дословном переводе означает «смазанное маслом», но образовано, вероятнее всего, от антропонима.
После войны в деревне разместилось подсобное хозяйство больницы. В 1948 году его работники были поставлены перед необходимостью изменить название своего населённого пункта. Выбор пал на наименование Сопки.

## История
Деревня Расватту являлась частью большой деревни Неувола.

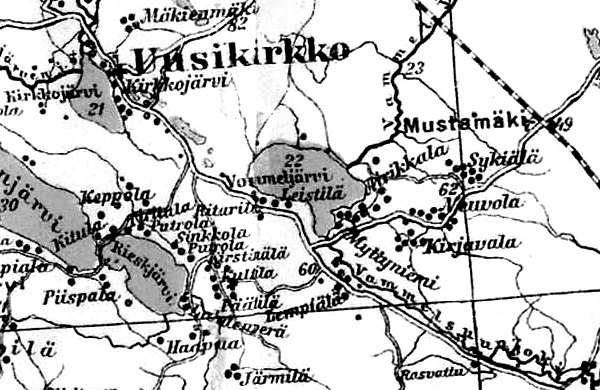
Деревни Неувола и Расватту на финской карте 1923 года

До 1939 года деревня Расватту входила в состав волости Уусикиркко Выборгской губернии Финляндской республики и состояла из 18 крестьянских дворов.
С 1 мая 1940 года по 30 сентября 1948 года — в составе Мустомякского сельсовета Каннельярвского (Райволовского) района.
С 1 июля 1941 года по 31 мая 1944 года — финская оккупация. 
С 1 октября 1948 года — в составе Горьковского сельсовета Рощинского района.
С 1 января 1949 года учитывается административными данными как деревня Сопки. 
В 1958 году население деревни составляло 133 человека.
С 1 января 1961 года — в составе Полянского сельсовета.
С 1 февраля 1963 года — в составе Выборгского района.
Согласно административным данным 1966, 1973 и 1990 годов посёлок Сопки входил в состав Полянского сельсовета.
В 1997 году в посёлке Сопки Полянской волости проживали 86 человек, в 2002 году — 84 человека (русские — 86 %).
В 2007 году в посёлке Сопки Полянского СП проживали 80 человек, в 2010 году — 86 человек.

## География
Посёлок расположен в южной части района на автодороге 41К-083 (Молодёжное — Черкасово).
Расстояние до административного центра поселения — 16 км.
Ближайшая железнодорожная платформа — Молодёжное. Расстояние до железнодорожной платформы Горьковское — 8 км.
Через посёлок протекает река Гладышевка.

## Демография
| 2007 | 2010 | 2017 | 2021 |
| ---- | ---- | ---- | ---- |
| 80   | ↗86  | ↗100 | ↘85  |

## Улицы
Белокаменный переулок, Берёзовая, Дорожная, Заречная, Речная, Родниковая, Счастливая.